# Liste der Biografien/Zv
Liste der Biografien |
Portal Biografien |
Personensuche
# |
A |
B |
C |
D |
E |
F |
G |
H |
I |
J |
K |
L |
M |
N |
O |
P |
Q |
R |
S |
T |
U |
V |
W |
X |
Y |
Z |
?
 
Za |
Zb |
Zc |
Zd |
Ze |
Zf |
Zg |
Zh |
Zi |
Zj |
Zk |
Zl |
Zm |
Zn |
Zo |
Zr |
Zs |
Zu |
Zv |
Zw |
Zy |
Zz
Die Liste der Biografien führt alle Personen auf, die in der deutschsprachigen Wikipedia einen Artikel haben. Dieses ist eine Teilliste mit 37 Einträgen von Personen, deren Namen mit den Buchstaben „Zv“ beginnt.

## Zv

### Zva
- Žváček, Antonín (1907–1981), tschechischer Komponist und Musiker
- Žvaliauskas, Algis (* 1955), litauischer Politiker
- Žvanut, Nenad (* 1962), jugoslawischer Eisschnellläufer
- Zvara, Ján (* 1963), slowakischer Hochspringer
- Zvařičová, Veronika (* 1988), tschechische Biathletin

### Zve
- Žvegelj, Denis (* 1972), slowenischer Ruderer
- Zvejnieks, Kristaps (* 1992), lettischer Skirennläufer und Inline-Alpinläufer
- Zvelebil, Marek (1952–2011), niederländischer Prähistoriker tschechischer Herkunft
- Zver, Mateja (* 1988), slowenische Fußballspielerin
- Zver, Milan (* 1962), slowenischer Politiker (SDS), MdEP und Minister
- Zverev, Alexander (* 1997), deutscher TennisspielerAlexander Zverev (* 1997)

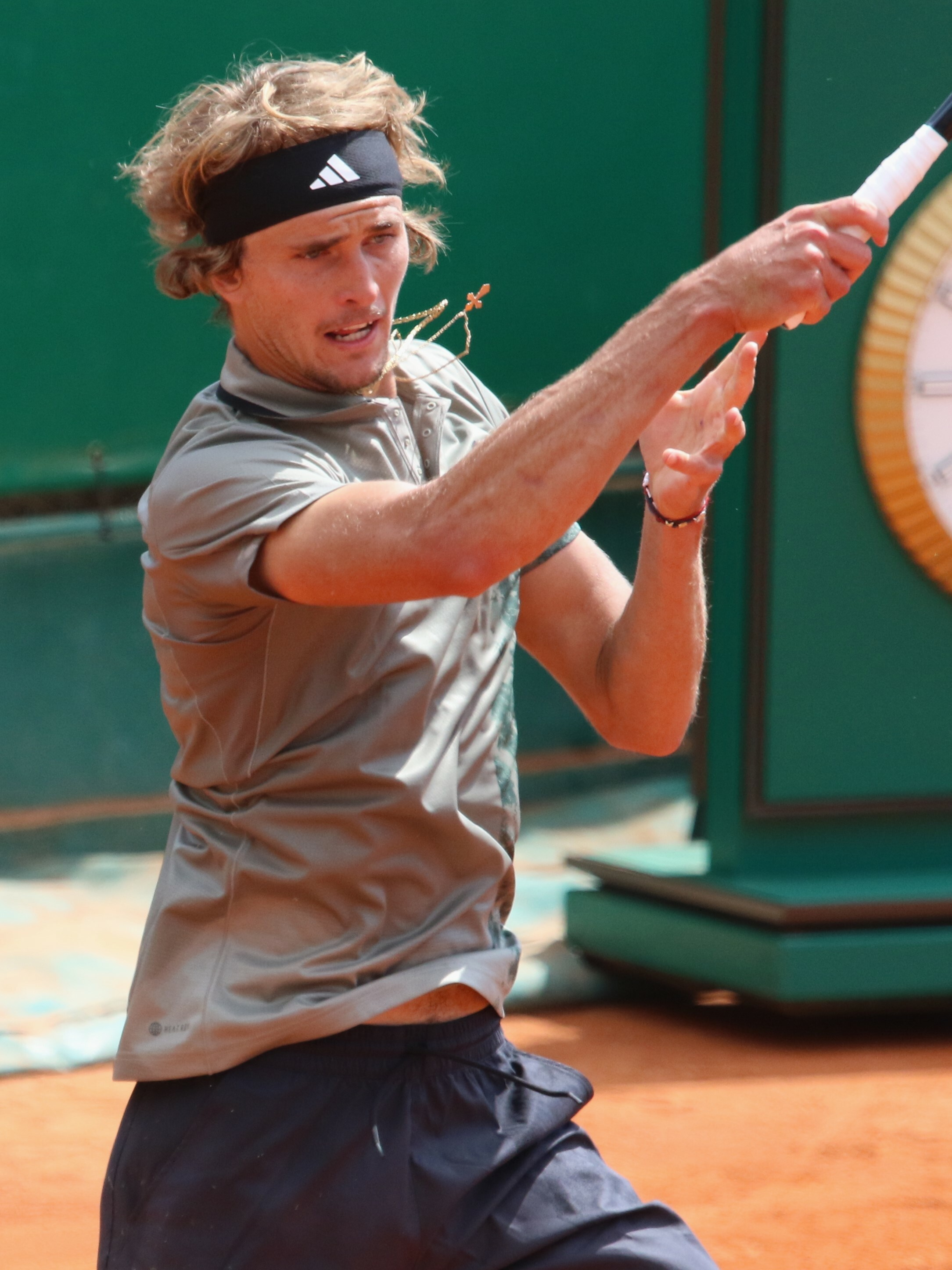
Alexander Zverev (* 1997)

- Zverev, Mischa (* 1987), deutscher Tennisspieler
- Zvěřina, František Bohumír (1835–1908), tschechischer Maler und Autor
- Zverotić, Elsad (* 1986), montenegrinischer Fußballspieler

### Zvi
- Zvi, Schabbtai (1626–1676), smyrnatischer jüdischer Religionsgelehrter und Pseudomessias
- Zvijerac, Goran (* 1974), österreichischer Fußballspieler und Trainer
- Žvikienė, Zita (* 1955), litauische Juristin und Politikerin
- Zvili, Nissim (* 1942), israelischer Politiker und Diplomat
- Žvinys, Stasys (* 1953), litauischer Politiker
- Žvirblytė, Aleksandra (* 1971), litauische Pianistin und Musikpädagogin
- Zvirbulis, Elise (* 1991), US-amerikanische Beachhandballspielerin und Triathletin
- Žvirgždauskas, Tomas (* 1975), litauischer Fußballspieler
- Zvizdić, Denis (* 1964), bosnisch-herzegowinischer Politiker
- Zvizdović, Anđeo (1420–1498), Franziskaner und Prediger
- Žvižej, Luka (* 1980), slowenischer Handballspieler und -trainer
- Žvižej, Miha (* 1987), slowenischer Handballspieler

### Zvo
- Zvolenská, Zuzana (* 1972), slowakische Politikerin
- Zvolenský, Stanislav (* 1958), slowakischer Theologe, Erzbischof von Bratislava
- Zvonař, Josef Leopold (1824–1865), tschechischer Musikpublizist, Musikpädagoge, Organist und Komponist
- Zvonarek, Lovro (* 2005), kroatischer Fußballspieler
- Zvonaru, Ioana (* 2004), rumänische Tennisspielerin
- Zvonček, Marek, slowakischer Squashspieler
- Žvorc, Andrea (* 1986), kroatische Badmintonspielerin

### Zvu
- Zvulun, Tomer (* 1976), israelischer Opernregisseur
- Zvunka, Victor (* 1951), französischer Fußballspieler und -trainer

### Zvy
- Žvybas, Eimutis (* 1957), litauischer Manager und Unternehmer
- Zvychaynyy, Pavel (* 1991), russischer Tanzsportler